# Jyllands-Posten
Morgenavisen Jyllands-Posten — ежедневная датская газета-таблоид, основанная 2 октября 1871 года. Штаб-квартира находится в городе Орхус. Еженедельный тираж составляет около 120 000 экземпляров, что делает её одним из самых продаваемых бумажных изданий Дании.
Владелец газеты «Jyllands-Postens Fond» определяет её как независимую либеральную (правоцентристскую) газету. Её официально поддерживала Народно-консервативная партия Дании до 1938 года.
«Jyllands-Posten» стала объектом крупного скандала по поводу опубликованных 3 сентября 2005 года карикатур на исламского пророка Мухаммеда.